# Salus BKK
Die Salus BKK ist eine Betriebskrankenkasse mit Sitz in München. Sie ist eine Körperschaft des öffentlichen Rechts. Sie war von 1998 bis 2013 – mit Ausnahme des Saarlandes – bundesweit geöffnet. Seit Januar 2014 ist die Salus BKK auch im Saarland geöffnet und daher bundesweit als Krankenkasse tätig. Vorständin ist Frau Ute Schrader.

## Geschichte
Die Krankenkasse wurde im Jahre 1895 durch Philipp Holzmann, den ältesten Sohn des Konzernvaters Johann Philipp, als eigene Betriebskrankenkasse der Philipp Holzmann AG gegründet. 1998 wurde die BKK für Versicherte aus dem gesamten Bundesgebiet – mit Ausnahme des Saarlandes – geöffnet. Am 1. Juli 2002 erfolgte die Umbenennung in "Salus BKK – Die Gutfühlversicherung".
Ende des Jahres 2013 wurde der Sitz der Krankenkasse von Neu-Isenburg nach München verlegt. Die Hauptverwaltung ist weiter in Neu-Isenburg ansässig.

## Beitragssätze
Seit 1. Januar 2009 werden die Beitragssätze vom Gesetzgeber einheitlich vorgegeben. Der Zusatzbeitrag stieg von 0,79 Prozent im Jahr 2019 auf 1,45 Prozent im Jahr 2020.